# Клод Франсуа Фере
Клод Франсуа Фере, барон де Розенґат (фр. Claude François Ferey; 21 вересня 1771 — 24 липня 1812) — французький дивізійний генерал під час Наполеонівських війн. В 1787 році він приєднався до французької королівської армії і став офіцером в 1792 році. Його прізвище є одним з імен, нанесених на Тріумфальну арку, західна колона, стовпець 38. Наприкінці битви під Саламанкою його дивізія стримувала переможні англо-португальські війська, дозволяючи іншій частині армії відступити. Фере був убитий в цьому бою.

## Кар'єра
Протягом французьких революційних війн Клод Франсуа Фере бився під Майнцом та під Вандеєю. Призначений командиром 24-ї легкої піхотної напів-бригади в 1796 році, він очолював свій загін у Нойвиді, Монтебелло і Маренго.
Підвищений до бригадного генерала в 1803 році, Фере бився під Аустерліцом, Єною, Любеком, Бергфрідом, Ейлау, Ломіттеном, і Гейльсбергом. У Піренейській війні, він очолював свою бригаду під Бу́саку і Казал Нову. Після підвищення до дивізійного генерала, Фере командував своєю дивізією в Фуентіс-де-Онору.
22 липня 1812, у битві під Саламанкою, Фере командував 3-ю дивізією французької армії Португалії, з 5689 солдатами в дев'ятьох батальйонах з артилерією. 3-тя дивізія складалася з трьох батальйонів 47-го лінійного піхотного полку та шести батальйонів (два батальйони в кожному) 31-го легкого, 26-го лінійного і 70-го лінійного піхотних полків. Маршал Огюст Мармон спробував розвернути правий фланг англо-португальської армії, маршируючи своїм лівим флангом на захід. Коли французькі дивізії занадто відійшли одна від одної, Артур Веллслі, герцог Веллінгтон напав на них. Дивізії лівого флангу під командуванням Жана-Гійома Бартелемі Том'єра і Антуана Луї Попона де Мок'юна були швидко розгромлені. Далі британські важкі драгуни прорвали оборону дивізії Антуана Франсуа Бреньєра де Монморана. У той час як ці події відбувалися, Мармон і командир його дивізії Жан П'єр Франсуа Боне були поранені в результаті розриву снаряду, тому Бертран Клозель очолив армію. Тим часом, дивізії Клозеля і Боне розгромили англо-португальську дивізію Лаурі Коулза. Клозель відправив Жака Томаса Сарута з підрозділом, щоб допомогти розбитому лівому флангу і намагався розвинути успіх в центрі. Але Веллінгтон швидко ввів свої резерви і переміг дві атакуючі дивізії.
Коли розбита французька армія почала відступати в тил, на бойовищі з'явилася дивізія Фере. Він виставив сім батальйонів у три глибокі лінії, решта — два батальйони в квадрат, прикриваючи обидва фланги. Позаду його війська розташовувався ліс Пелаґарсія. Первинний напад англо-португальської дивізії Генрі Клінтона був зупинений і розпочалася кровопроливна дуель мушкетів. В кінці, солдати Фере відступили на узлісся. Клінтон ввів португальську бригаду з другої лінії, але вони не змогли витримати вогонь і відступили. На даний час французькі ряди обстрілювалися артилерією. Після того, як Клінтон послав вперед свої британські війська, натиск дивізії Джеймса Лейта остаточно переважив лівий фланг Фере. Залишкам його дивізії вдалося відступити з боями через ліс до дивізії Максимільєна Себастьєна Фуа. Фере був смертельно поранений і 1000 його солдатів загинуло в результаті бою.